# Карачаевский городской округ
Карачаевский городской округ или город Карачаевск — муниципальное образование (со статусом городского округа) и административно-территориальная единица (город республиканского значения) в Карачаево-Черкесской Республике Российской Федерации.
Административный центр — город Карачаевск.

## История
Согласно Указу Президиума Верховного Совета РСФСР от 1 февраля 1963 года, Карачаевск стал городом областного значения. Тем же указом в его состав были включены шахтёрские посёлки Мара-Аягъы, Маркопи, посёлки шахт № 11 и № 13 (ныне все они составляют посёлок Мара-Аягъы на правом берегу Кубани).
В 1970 году в состав Карачаевского городского совета был передан курортный посёлок Домбай, в 1971 году — курортный посёлок Теберда, одновременно преобразованный в город. В Карачаевском горсовете оказались также горняцкие посёлки — пгт Эльбрусский и пгт Орджоникидзевский с подчинённым ему сельским посёлком Малокурганным.
С преобразованием автономной области в республику, Карачаевск стал городом республиканского значения.
Статус и современные границы городского округа установлены Законом Карачаево-Черкесской Республики от 12 января 2005 года № 9-РЗ «Об установлении границ Карачаевского муниципального образования и наделении его статусом городского округа».

## Население
| 2002    | 2010    | 2011    | 2012    | 2013    | 2014    | 2015    |
| ------- | ------- | ------- | ------- | ------- | ------- | ------- |
| 37 393  | ↗39 658 | →39 658 | ↘38 729 | ↘38 119 | ↘38 091 | ↗38 314 |
| 2016    | 2017    | 2018    | 2019    | 2020    | 2021    | 2023    |
| ↗38 624 | ↘38 598 | ↘38 588 | ↘38 490 | ↘38 299 | ↗41 165 | ↘41 060 |
| 2024    | 2025    |         |         |         |         |         |
| ↗41 150 | ↗41 190 |         |         |         |         |         |

### Национальный состав
По итогам переписи населения 2020 года проживали следующие национальности (национальности менее 1 % и другое, см. в сноске к строке «Другие»):
| Национальность | Численность, чел. | Доля     |
| -------------- | ----------------- | -------- |
| Карачаевцы     | 28 460            | 69,14 %  |
| Русские        | 8377              | 20,35 %  |
| Черкесы        | 1076              | 2,61 %   |
| Туркмены       | 665               | 1,62 %   |
| Осетины        | 591               | 1,44 %   |
| Другие         | 2279              | 5,54 %   |
| Итого          | 41 165            | 100,00 % |

## Населённые пункты
Городу республиканского значения подчинены (в городской округ входят) 7 населённых пунктов:
| № | Населённый пункт  | Тип нп                  | Население (чел.) | Доля от населения (%) |
| - | ----------------- | ----------------------- | ---------------- | --------------------- |
| 1 | Карачаевск        | город                   | ↗23 841          | 57,88 %               |
| 2 | Теберда           | город                   | ↘8963            | 21,76 %               |
| 3 | Домбай            | пгт (курортный посёлок) | ↘666             | 1,62 %                |
| 4 | Орджоникидзевский | пгт                     | ↘2923            | 7,1 %                 |
| 5 | Эльбрусский       | пгт                     | ↗301             | 0,73 %                |
| 6 | Мара-Аягъы        | посёлок                 | ↘3422            | 8,31 %                |
| 7 | Малокурганный     | посёлок                 | ↘981             | 2,38 %                |

## Местное самоуправление
Мэр городского округа
- с 12 февраля 2021 года — Дотдаев Альберт Асхатович.

Председатель городской Думы (глава городского округа)
- с 27 декабря 2013 года — Семёнов Али Барадинович.

## Территориальные органы
В составе городского округа действуют территориальные органы управления:
- Местная администрация города Теберда
- Местная администрация пгт. Домбай
- Местная администрация пгт. Орджоникидзевский и посёлка Малокурганный
- Местная администрация пгт. Эльбрусский
- Местная администрация посёлка Мара-Аягъы.